# ペリー区

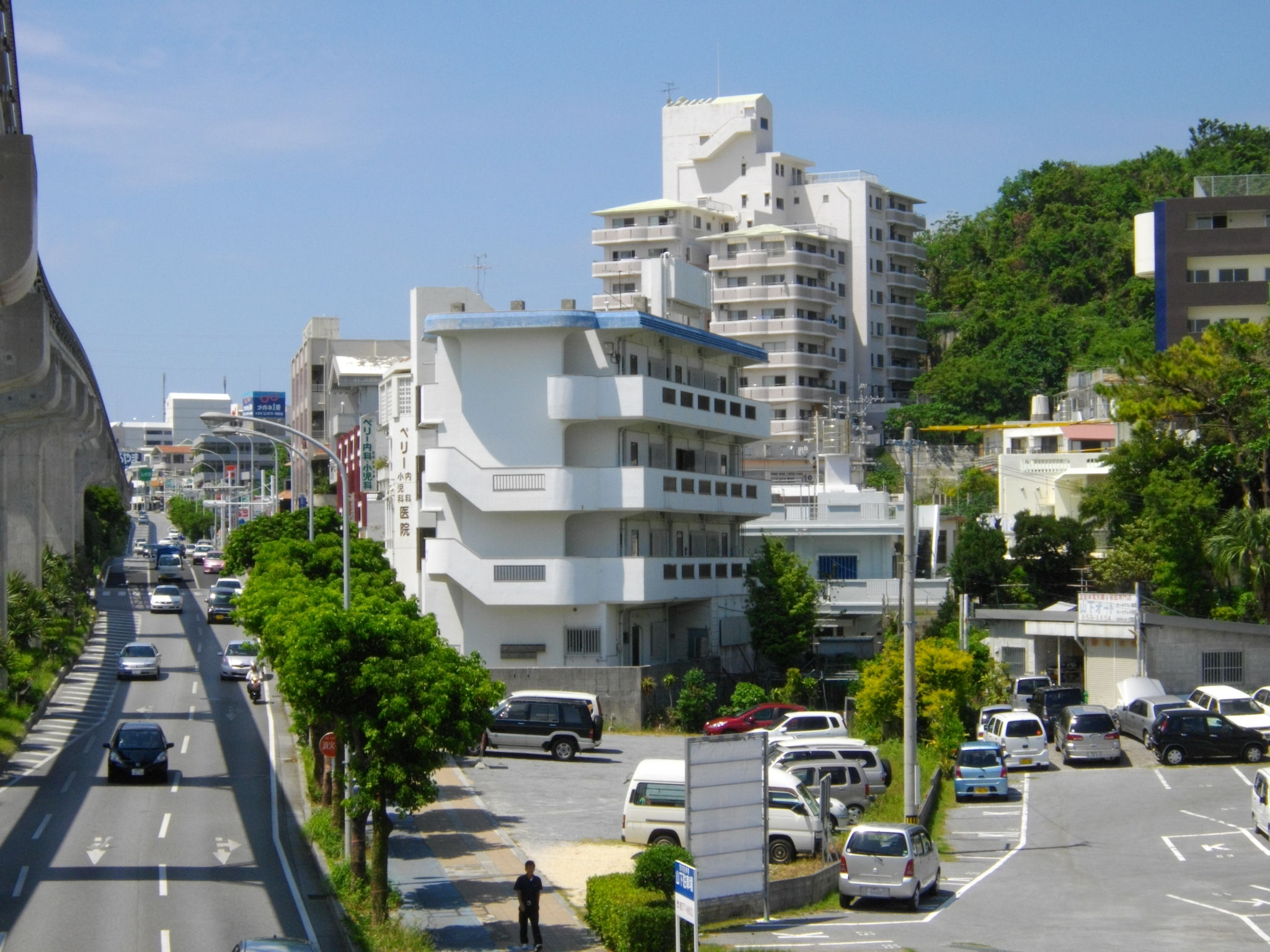
現在の山下町の街並み
画像中央の「ペリー内科小児科医院」の名称が、かつてのペリー区の名残である。

ペリー区（ペリーく）とは、アメリカ占領下の沖縄のみなと村（現那覇市）にあった地名。現在の那覇市山下町にあたる。
「ペリー区」の名称は、首里城を訪れ琉球王国との間で琉米修好条約を結んだアメリカ海軍のマシュー・ペリー提督に由来するが、ペリー自身がこの地を訪れたなどの特別な故事があったわけではない。
戦前は現在と同じ「山下町」であった。ところが戦後、琉球列島米国軍政府統治下で志喜屋孝信知事は山下町と命名するように提案したが、山下奉文陸軍大将を彷彿させるような地名ということで却下され、大山盛保の提案で沖縄とも縁が深いアメリカ人の名前ということでペリーと命名された。さすがに事大主義甚だしいということで、1957年に元の「山下町」に変更された。
現在も山下町には「ペリー○○」という店舗が存在している。